# Girolamo Quaglia
Girolamo Quaglia (n. 8 februarie 1902, São Paulo, São Paulo, Brazilia – d. 11 noiembrie 1985, Genova, Italia) a fost un luptător ce a reprezentat Italia, medaliat olimpic. A participat la 2 ediții ale Jocurilor Olimpice (1924, 1928) în care a câștigat o medalie de bronz.